# Friedhof Tatoi

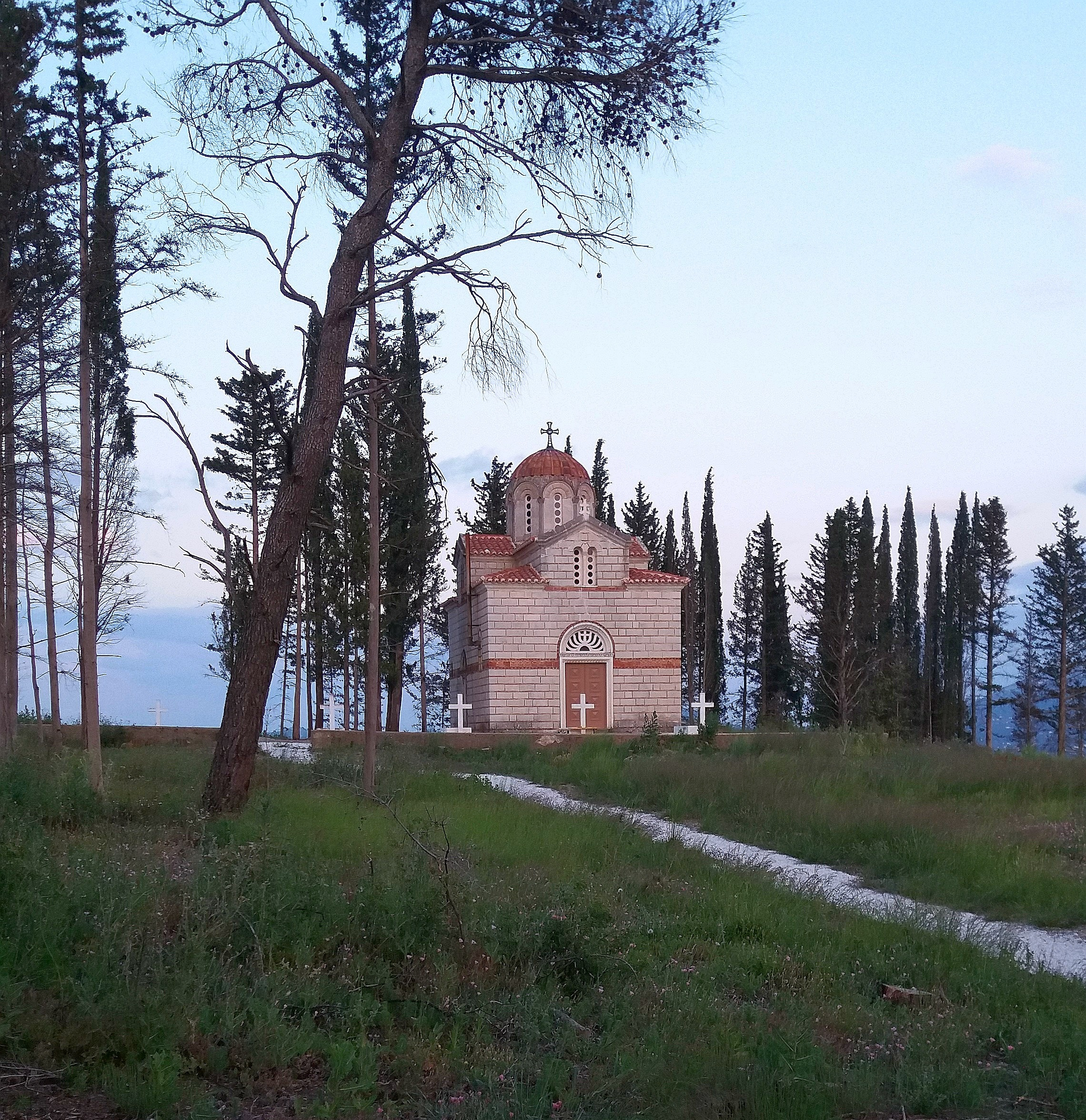
Auferstehungskapelle im Königlichen Friedhof Tatoi

Der Königliche Friedhof Tatoi (griechisch Τατόι (n. sg.)) der ehemaligen griechischen Königsfamilie befindet sich auf dem Anwesen des Königspalastes von Tatoi, 20 km nördlich von Athen in Dekeleia. Derzeit sind auf dem Friedhof 22 Personen, darunter sechs Könige, bestattet.
Der Friedhof liegt im Schlosspark von Tatoi, zirka einen Kilometer vom Palast entfernt, auf einem von Pinien und Zypressen bewaldeten Hügel. Die Gräber befinden sich im Freien und sind chronologisch angeordnet.
Am höchsten Punkt der Anlage befindet sich die orthodoxe Auferstehungskapelle. Ursprünglich war vom Architekten geplant, eine Gruftanlage unter der Kapelle zu errichten, König Georg I. lehnte dies jedoch ab, da er „unter der Sonne Griechenlands“ bestattet werden wollte. Seitdem liegen die Grabstätten aus weißem Marmor um die Kapelle herum im Pinienwald verstreut. Einzig die Gräber von König Konstantin I., König Alexander und Königin Sophie befinden sich in einem überdachten Mausoleum. Mitglieder der Königsfamilie wählen die Stelle schon zu Lebzeiten aus und markieren diese mit einem Stein.
Neben sechs griechischen Monarchen und ihren Gemahlinnen ruht hier auch die Psychoanalytikerin Marie Bonaparte sowie der Schwiegervater von Königin Elisabeth II. Zuletzt wurden hier 2007 Prinzessin Katharina, eine Schwester von König Paul und letzte Ur-Enkelin der britischen Königin Victoria, und 2023 der ehemalige griechische König Konstantin II. bestattet.
Folgende Familienmitglieder liegen auf dem königlichen Friedhof begraben:
1. Prinzessin Olga (26. März 1880–21. Oktober 1880) – Tochter von König Georg I.
2. Alexandra von Griechenland, Großfürstin von Russland (30. August 1870–24. September 1891) – Tochter von König Georg I.
3. Georg I., König von Griechenland (24. Dezember 1845–18. März 1913)
4. Alexander I., König von Griechenland (1. August 1893–25. Oktober 1920)
5. Konstantin I., König von Griechenland (2. August 1868–11. Januar 1923)
6. Olga Konstantinowna von Russland, Königin von Griechenland (3. September 1851–18. Juni 1926) – Gemahlin von König Georg I.
7. Sophie von Preußen, Königin von Griechenland (14. Juni 1870–13. Januar 1932) – Gemahlin von König Konstantin I.
8. Prinz Nikolaus (22. Januar 1872–8. Februar 1938) – Sohn von König Georg I.
9. Prinz Christoph (10. August 1888–21. Januar 1940) – Sohn von König Georg I.
10. Maria von Griechenland, Großfürstin von Russland (3. März 1876–14. Dezember 1940) – Tochter von König Georg I.
11. Prinz Andreas (1. Februar 1882–3. Dezember 1944) –  Sohn von König Georg I. und Vater von Philip Mountbatten, Duke of Edinburgh
12. Georg II., König von Griechenland (19. Juli 1890–1. April 1947)
13. Prinzessin Françoise von Orléans (25. Dezember 1902–25. Februar 1953) –  Gemahlin von Prinz Christoph
14. Prinzessin Helene von Russland (29. Januar 1882–13. März 1957) – Gemahlin von Prinz Nikolaus
15. Prinz Georg (24. Juni 1869–25. November 1957) – Sohn von König Georg I.
16. Prinzessin Marie Bonaparte (2. Juli 1882–21. September 1962) –  Gemahlin von Prinz Georg
17. Paul I., König von Griechenland (14. Dezember 1901–6. März 1964)
18. Admiral Perikles Ioannidis (1. November 1881–7. Februar 1965) –  Gemahl von Prinzessin Maria
19. Aspasia Manos (4. September 1896–7. August 1972) – Gemahlin von König Alexander I.
20. Friederike von Hannover, Königin von Griechenland (18. April 1917–6. Februar 1981) –  Gemahlin von König Paul I.
21. Katharina von Griechenland (4. Mai 1913–2. Oktober 2007) –  Schwester von König Paul I.
22. Konstantin II., König von Griechenland (2. Juni 1940–10. Januar 2023) – letzter König von Griechenland

Alexandra von Griechenland, Königin von Jugoslawien (25. März 1921–30. Januar 1993), Gemahlin von König Peter II. von Jugoslawien, wurde 1993 hier bestattet, ihre sterblichen Überreste wurden im Mai 2013 aber in die  Kirche des Heiligen Georg in Oplenac in Serbien überführt.

## Bildgalerie

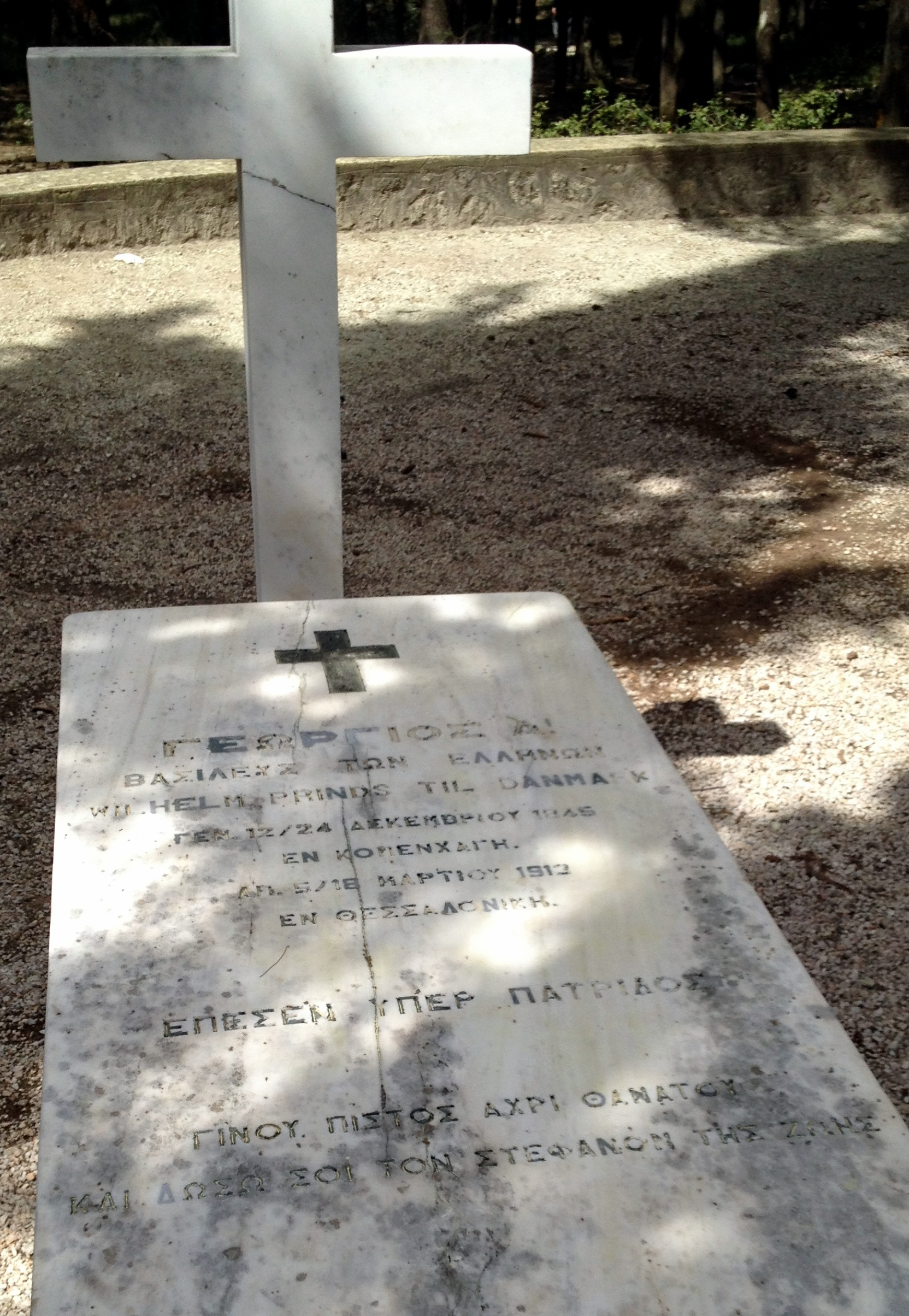
Grab von König Georg I.
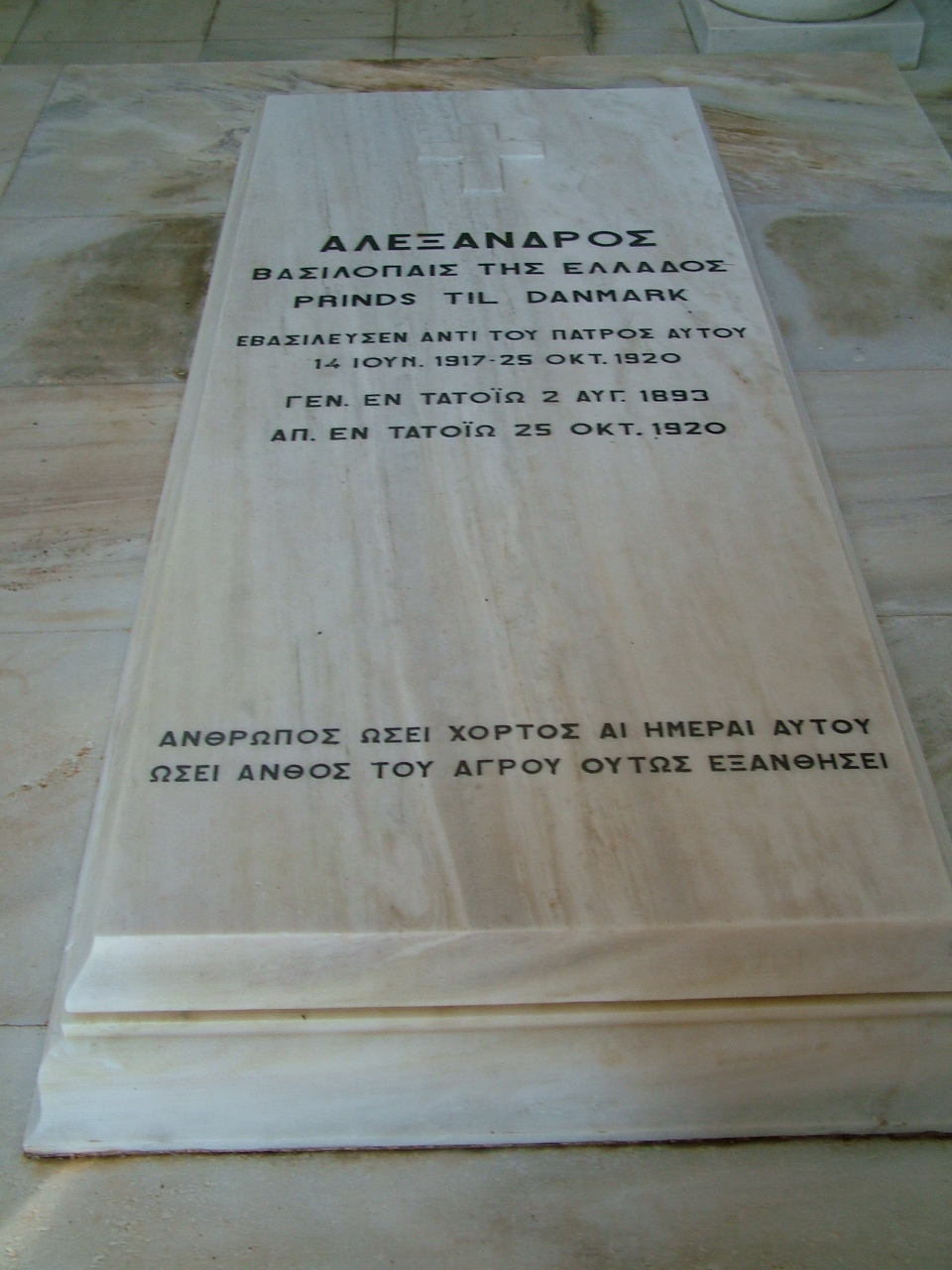
Grab von König Alexander
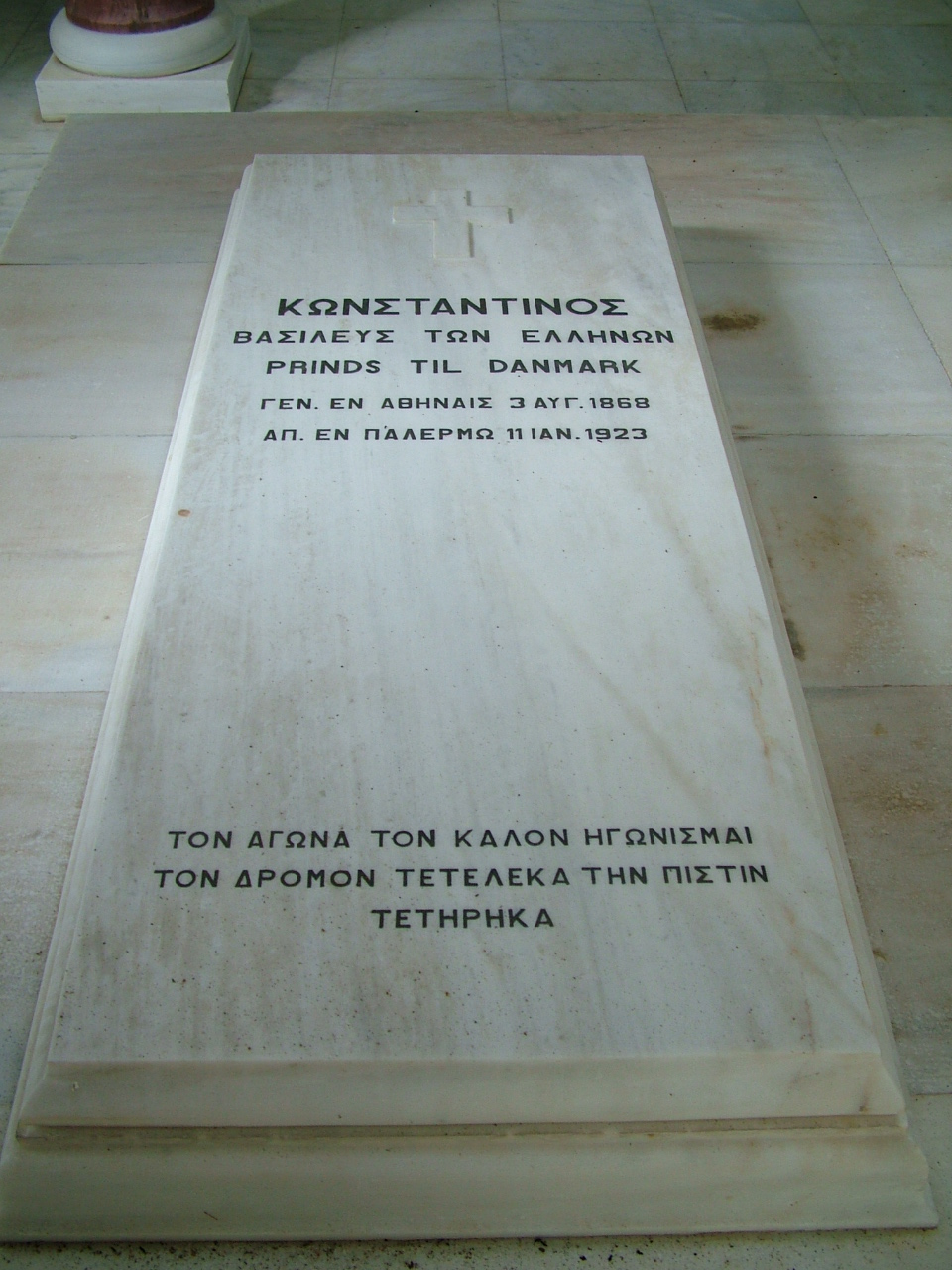
Grab von König Konstantin I.

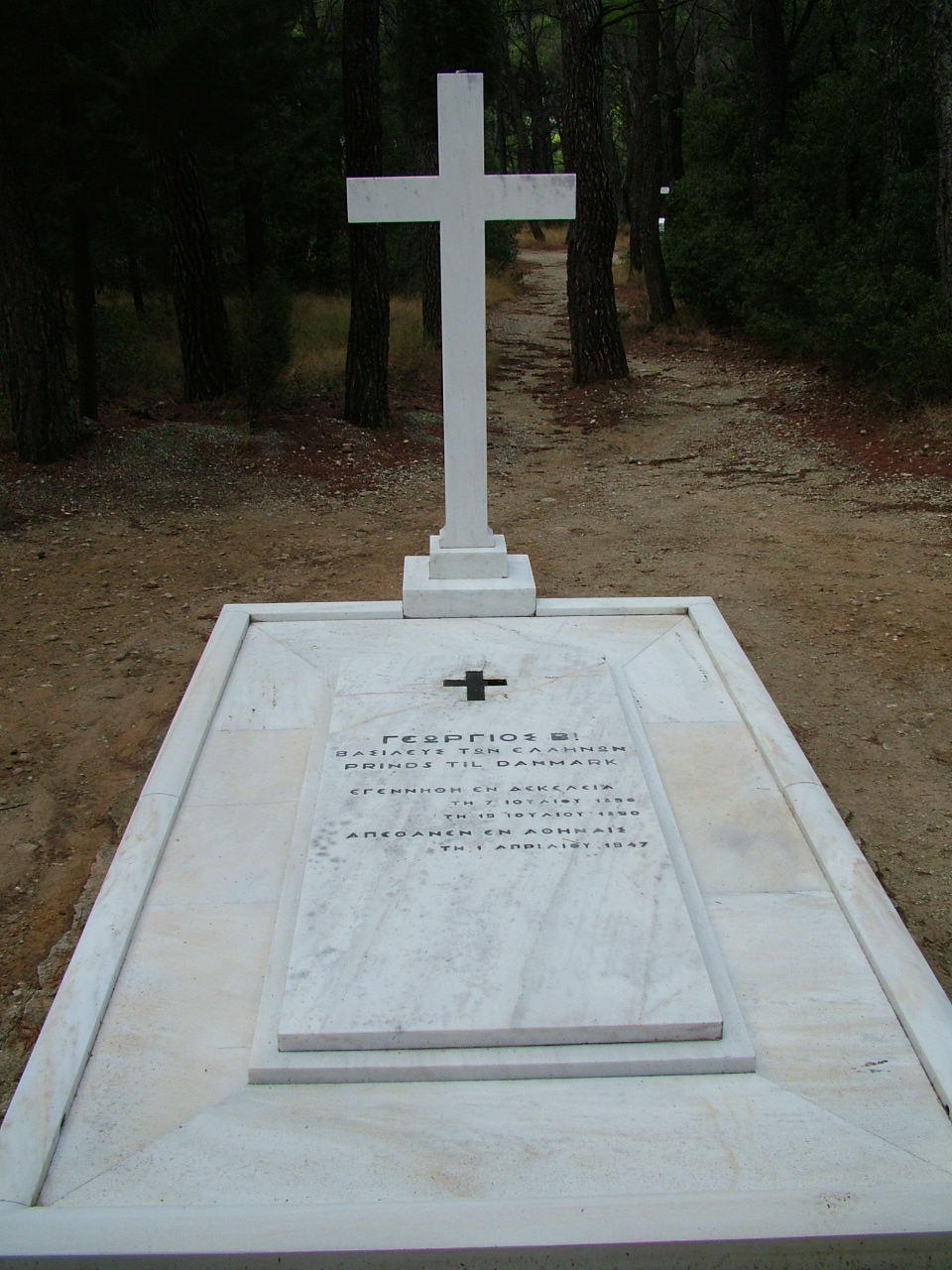
Grab von König Georg II.
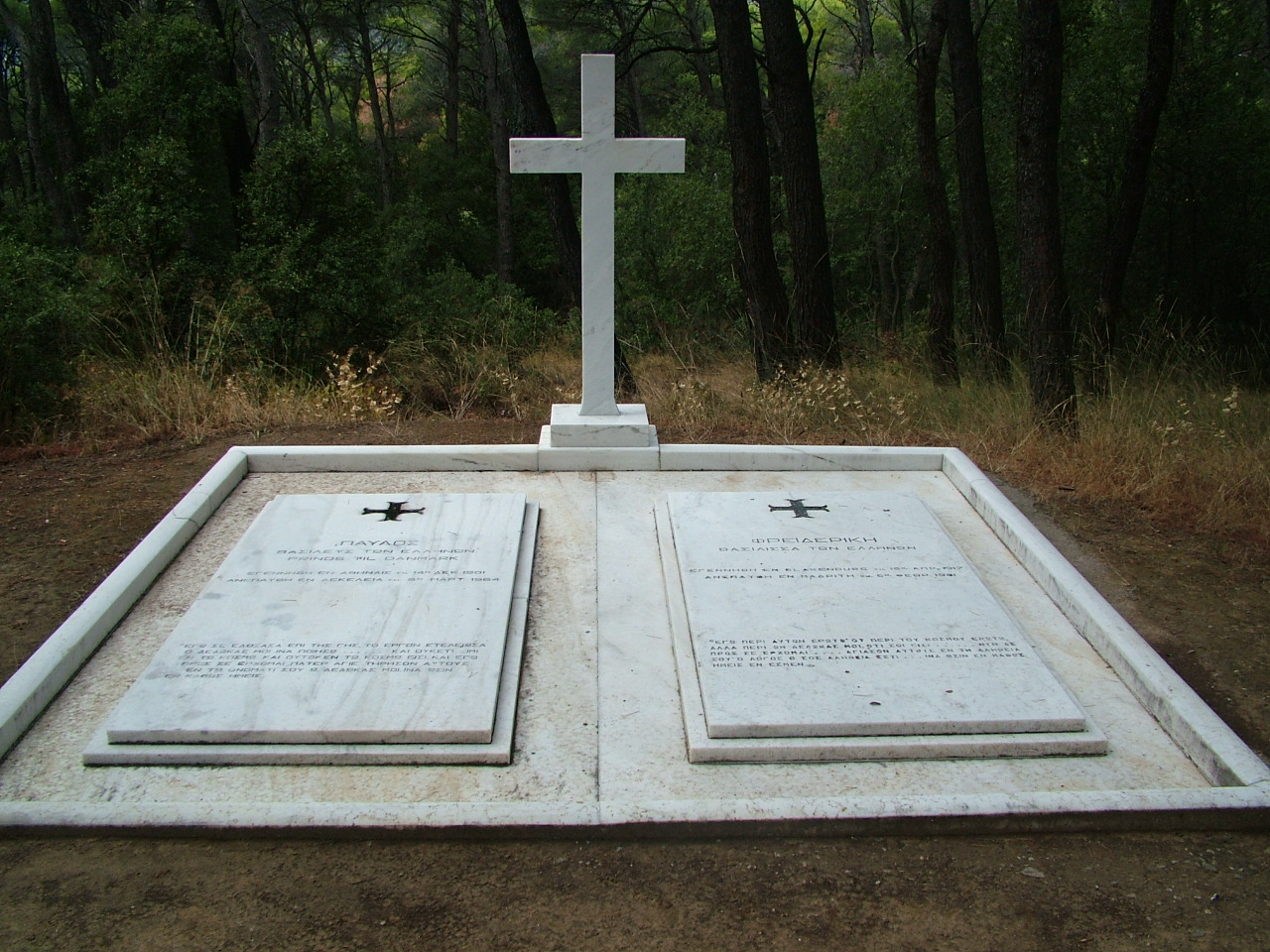
Grab von König Paul und Königin Friederike
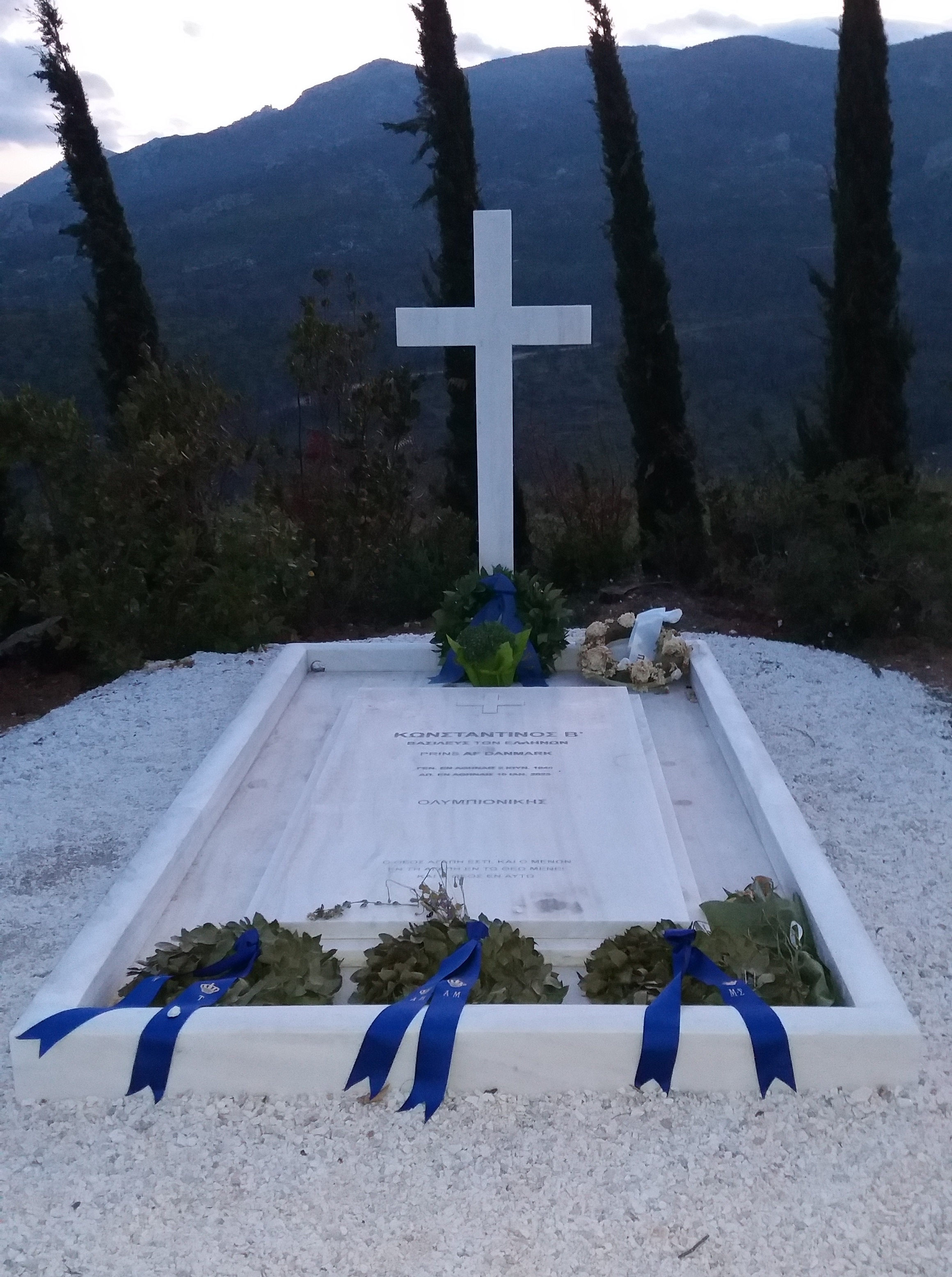
Grab von König Konstantin II.